# طلينة

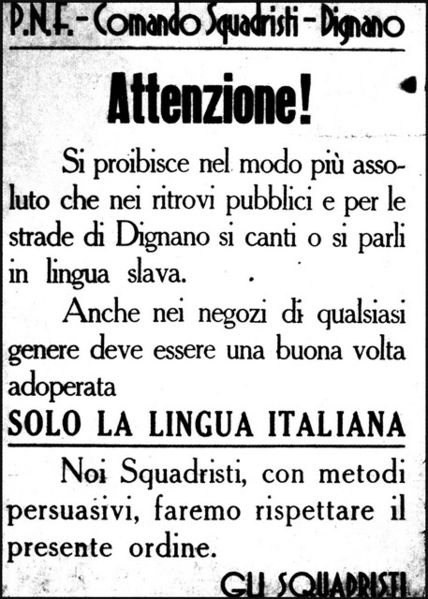
نشرة من فترة الطلينة الفاشية تحظر الغناء أو التحدث "باللغة السلافية" في شوارع دينيانو والأماكن العامة (الآن فودنيان، كرواتيا). وقَّعتها القمصان السوداء (Squadristi)، وتهدد باستخدام «أساليب مقنعة» في التنفيذ.

الطَّلْيَنَة الفاشية عملية منهجية قسرية بين 1924 و1945، أجبرت من خلالها حكومةُ بنيتو موسوليني الفاشية الأقليات اللغوية المقيمة على الأرض الإيطالية (خصوصا الأقلية الألمانية في ألتو أديجي، والأربيتانية في فالي داوستا وتلك السلوفينية والكرواتية في فينيتسيا جوليا) لتبنّي اللغة والثقافة الإيطالية فقط.
وقد اعتمدت هذا النوع من السياسة دول أخرى عبر التاريخ. على سبيل المثال، محاولة فرنسة في الجزائر وكورسيكا والألزاس وكاتالونيا الشمالية، والفرنسة شبه الكاملة لنيسوا وأوكسيتانيا وبلاد الباسك الفرنسية. وبريطانيا، لنكلزة إيرلندا وويلز ومالطا. وتصيين التبت. وألمنة بوزن وكارينتيا الجنوبية. واليابان لتيبين الهند الصينية خلال الحرب العالمية الثانية.
في ألتو أديجي أو جنوب تيرول شمل ذلك استخدام الإيطالية كلغة رسمية. اغلقت المدارس الألمانية وفرضت فقط الأسماء الإيطالية، وترجمت العديد من أسماء الأشخاص (مثلا فرانز أصبح فرانكو) ؛ وفي بعض الحالات أيضا اسم العائلة يُطليَن (مثلا gruber أصبح Della Fossa و Perathoner أصبح Pietrantoni). وانتقل الكثيرة من الإيطاليين إلى المدينة من مناطق أخرى من إيطاليا (خاصة من شمال إيطاليا). تحولت العرقية الألمانية في جنوب تيرول إلى الدواخل وبمساعدة رجال الدين المحليين حافظوا على هويتها الثقافية من خلال تنظيم مدارس الألمانية سرية (ما يسمى Katakombenschule أو مدارس سرداب الموتى).
بعد سنة 1938 ونتيجة للتقارب بين نازية ألمانيا وإيطاليا الفاشية، تم الاتفاق على حل المشكلة. باستضافت ألمانيا في الرايخ جميع أولئك الذين يرفضون سياسة الاستيعاب. توقع الفاشيون أن النخب ستذهب وأن الجزء الأكبر من السكان سيبقى. بيد انها أخطئوا وسمحوا لعملاء النازية بالتسلل إلى جنوب التيرول ما دفع السكان الالمان إلى اختيار الهجرة باعداد كبيرة. وكان على أغلبية السكان الذين تحدثون الألمانية ان تختار إما التوجه إلى ألمانيا أو الاستيعاب واختار 80 في المائة تقريبا الذهاب إلى ألمانيا. كان المسؤولون النازيون في ذلك الوقت يخططون لاعادة توطين هؤلاء في الأراضي التي تحتلها ألمانيا مثل لوكسمبورغ أو القرم. ولكن مع انهيار الفاشية في سنة 1943، توقفت الهجرة تماما. وكانت هذه الفترة كانت مؤلمة جدا للسكان الناطقين بالألمانية، وظهرت التوترات بين أولئك الذين اختاروا الهجرة إلى ألمانيا والذين اختاروا البقاء. وقد عاد الثلث فقط من ال 75000 الذين رحلوا فعلا إلى الشمال بعد سنة 1945.